# La noia de l'adéu (pel·lícula de 2004)
La noia de l'adeu (títol original: The Goodbye Girl) és un telefilm estatunidenc dirigit per Richard Benjamin, difós el 16 de gener de 2004 a TNT. Ha estat doblada al català.
És un remake de La noia de l'adéu, pel·lícula estatunidenca dirigida per Herbert Ross i estrenada l'any 1977.

## Argument
Un actor de segona fila i una dona divorciada que té una filla han de compartir apartament a Nova York durant una llarga temporada. Adaptació televisiva d'una famosa obra de Neil Simon, que també va ser portada al cinema el 1977 per Herbert Ross.

## Repartiment
- Jeff Daniels: Elliot
- Patricia Heaton: Paula
- Hallie Kate Eisenberg: Lucy
- Lynda Boyd: Donna
- Alan Cumming: Mark
- Richard Benjamin: Oliver Fry
- Sharon Wilkins: Ronnie Burns
- Woody Jeffreys: Eddie
- Emily Holmes: Rhonda

## Rebuda
- El telefilm va ser vist per aproximadament 3,5 milions de teleespectadors en la seva primera difusió[4]
- Premis 2004: Sindicat d'Actors (SAG): Nominada a millor actriu (telefilm o minisèrie) (Heaton)